# De besejrede Pebersvende
 De besejrede Pebersvende  (også kendt som Hvem staar imod?) er en dansk film fra 1914, instrueret af Lau Lauritzen Sr..

## Medvirkende
- Oscar Stribolt – Dam, pebersvend
- Frederik Buch – Brik, pebersvend
- Carl Schenstrøm – Spill, pebersvend
- Franz Skondrup – Glud, nygift
- Ellen Kornbeck – Betty Glud, nygift